# Сукхасидхи
Сукхасидхи е будистки Ваджраяна учител (лама) и реализирана медитаторка (дакини). Родена в западен Кашмир, тя има бедно многолюдно семейство – майка е на трима синове и три дъщери. При един случай поради изключителната си щедрост тя дарява на скитник последната храна на семейството си и бива изгонена от дома. Отправя се в Удияна, смятана за страна на Даки и Дакини и се среща със своя лама Вирупа. Изключително бързо Сукхасидхи получава пълната си реализаця и наред с Нигума, Рахула, Майтрипа и Ваджрасанапа е сред коренните лами на тибетския йогин Кюнгпо Налджор, който по-късно основава процъфтяващата и днес традиция Шангпа Кагю.